# 尼基塔斯·卡克拉马尼斯

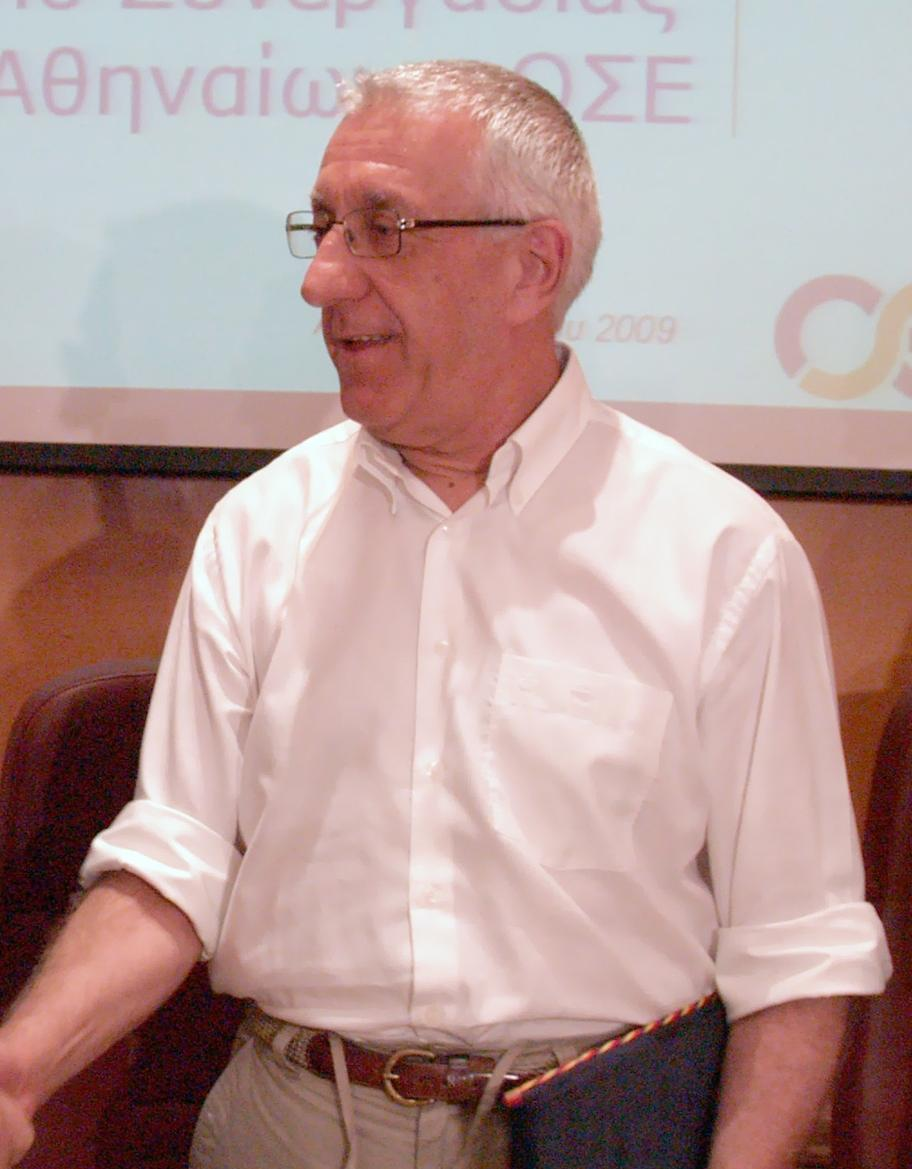
尼基塔斯·卡克拉马尼斯

尼基塔斯·卡克拉马尼斯（希臘語：Νικήτας Κακλαμάνης；1946年4月1日—），希腊政治人物，为新民主党党员。2004年至2006年，曾担任前希腊卫生和社会互助部长。2007年至2010年12月担任雅典市长。

## 生平
早年在雅典大学医学院学习医学。